# Basil Crump
Basil Woodward Crump (Londen, 11 september 1866 – Calcutta, India, 30 mei 1945) was een Engelse advocaat en theosoof, die samenwerkte met Alice Leighton Cleather. Hij was medeoprichter van de organisatie 'Universal Brotherhood' (Universele Broederschap). Basil Crumb opende in de in de jaren twintig van de twintigste eeuw samen met Alice Leighton Cleather de aanval  op mensen  als Annie Besant, Charles Webster Leadbeater en Alice Bailey omdat die de erfenis van Blavatsky zouden verkwanselen. Die controverse had voor de beweging nogal wat gevolgen, waaronder verdere versplintering.
Basil Crump was de zoon van Frederick Octavius en Isabel Teresa Crump. Na 'Kensington Grammar school' werd hij toegelaten aan de 'Jesus College of Cambridge University'. Hij werd advocaat.
In 1920 woonde Crump in India met Cleather en haar zoon Graham. Ze bezochten 'Klein Tibet' (Ladakh) en in december 1925 reisden ze naar China, waar ze Boeddhistische tempels bezochten en in 1928 in Peking hun boek Boeddhisme uitgaven.

## Werken
Als theosoof schreef Crump onder meer over Wagners opera's. Met Cleather samen schreef hij:
- H.P.Blavatsky:Het Grote Verraad, 1922
- Boeddhisme: de Wetenschap van het Leven, 1928
- pamflet Het Pseudo-Occultisme van Alice A. Bailey, 1929
- Parsifal, Lohengrin en de legende van de Heilige Graal, beschreven en verklaard volgens Wagners eigen geschriften

### Boeddhisme
Hieronder volgt het gedachtegoed van Basil Crump, zoals hij dat uiteenzette in zijn boek Boeddhisme. Daarbij moet worden opgemerkt dat geen enkele  van de beschreven zaken of gebeurtenissen  op  feiten berust. Op het vakgebied worden deze opvattingen dan ook als feitelijk geheel onjuist en volstrekt verzonnen beschouwd. 
In Boeddhisme schreef Crump het derde deel 'Tibetaanse ingewijden over de Boeddha'. Hij haalt de Sanskriet geleerde Charles Johnston aan als hij schrijft dat de rood-huidige Rajput kshatriya's (krijgers) altijd de spirituele leraren van India zijn geweest en dat de Arische wit-huidige Brahmanen van hén wijze leringen betreffende de Upanishads ontvingen. Krishna, Arjuna en Gautama Boeddha behoorden eveneens tot deze kaste van krijgers.
Na zijn heengaan zou Boeddha Sankaracharya enTsong-Kha-pa hebben belichaamd. Tsong-Kha-pa stichtte volgens Crump de Gelugpa Orde, of Geelkappen en de Hiërarchie van Tashi lama's. Tsong-Kha-pa zou in de Tashi lama incarneren. Sankaracharya zou de leerling zijn geweest van Govinda Yogi alias Patanjali, de leerling van Goudapada en geleefd hebben van 510 tot 478 v. Chr. en geboren zijn 51 jaar na het overlijden van de Rajput Gautama Boeddha.
Al zou het 'populaire Boeddhisme' pas in de 7e eeuw vanuit India over Tibet zijn verspreid, al eerder was er sprake van emigratie: Toen na Sankaracharya's 'verdwijning' de strijd uitbrak tussen Boeddhisten en Brahmanen vertrokken Boeddhistische ingewijden naar Tibet, waar ze onderdak vonden bij de nazaten van de Ariërs, die in tegenstelling tot hun Brahmaanse broeders niet India waren binnengetrokken, maar sinds onheuglijke tijden bij het meer Manasarowar waren gebleven. In 436 vertrok Kasyapa van de Morya kshatriya dynastie op zijn missie naar Tibet. Onder Chandragupta Maurya en zijn kleinzoon Asoka zou het Boeddhisme prevaleren in India. Meester M. (Morya) van deze Morya dynastie was de grote inspirator van Blavatsky.
Uit de verklarende woordenlijst blijkt dat de schrijvers de Bön over een kam scheren met de Roodkappen (Nyingma, Sakya en Kagyu), door hen 'dugpa's' (tovenaars) genoemd. Hun patroonheilige zou 'tovenaar' Padma Sambhava zijn, de stichter van Lamaïsme met elementen van Hindoeïstische Tantrika. Tsong-Kha-pa kwam om dit systeem te hervormen en de orde van Geelkappen te stichten. In Bhutan zou de hoofdzetel zijn van de 'Rode School', maar ze zou ook overheersen in Sikkim, de westerse grenslanden en 'Klein Tibet' (Ladakh).